# ريان كاربنتر
ريان كاربنتر (بالإنجليزية: Ryan Carpenter)‏ هو لاعب هوكي جليد أمريكي، ولد في 18 يناير 1991 في أوفيدو في الولايات المتحدة.

## وصلات خارجية
- ريان كاربنتر على موقع دوري الهوكي الوطني (الإنجليزية)
- ريان كاربنتر على موقع EliteProspects.com (الإنجليزية)
- ريان كاربنتر على موقع Eurohockey.com (الإنجليزية)
- ريان كاربنتر على موقع HockeyDB.com (الإنجليزية)
- ريان كاربنتر على موقع Hockey-Reference.com (الإنجليزية)